# Ferdinand Schaal
Ferdinand Karl Erwin Schaal (* 7. Februar 1889 in Freiburg im Breisgau; † 9. Oktober 1962 in Baden-Baden) war ein deutscher Offizier, zuletzt General der Panzertruppe im Zweiten Weltkrieg, sowie Beteiligter des Attentats vom 20. Juli 1944 auf Adolf Hitler.

## Leben
Schaal trat 1908 im Alter von 19 Jahren als Fahnenjunker dem 3. Badischen Dragoner-Regiment „Prinz Karl“ Nr. 22 bei. Nach dem Ersten Weltkrieg wurde er als Rittmeister in die Kavallerietruppe der Reichswehr übernommen. Hier diente er ab 1920 im Regimentsstab des 18. Reiter-Regiments in Bad Cannstatt und ab 1922 im Stab der 2. Kavallerie-Division in Breslau. Ab 1925 wurde er für drei Jahre in Münster als Chef der 3. Eskadron im 15. (Preußisches) Reiter-Regiment eingesetzt, anschließend zum Major befördert. 1929 erfolgte seine Versetzung ins Reichswehrministerium nach Berlin, wo er für die nächsten drei Jahre in der Inspektion der Kavallerie (In 3) tätig war. Anschließend wechselte er ins Heerespersonalamt. 1934 wurde er zum Oberst befördert und übernahm als Kommandeur das Reiter-Regiment in Erfurt. Im folgenden Jahr übernahm er an gleicher Stelle die Führung der 1. Panzerbrigade.
Im August 1939 wurde er als Generalleutnant zum Kommandeur der 10. Panzer-Division ernannt, mit der er am Überfall auf Polen teilnahm. Im Westfeldzug leitete er die erfolgreiche Belagerung von Calais und wurde am 13. Juli 1940 mit dem Ritterkreuz des Eisernen Kreuzes ausgezeichnet. Beim Angriff auf die Sowjetunion führte er weiterhin die 10. Panzer-Division, wurde jedoch bereits Anfang August 1941 abgelöst und in die Führerreserve versetzt. Am 1. September übernahm er dann kurzzeitig die stellvertretende Führung des Höheren Kommandos z. b. V. XXXIV, bevor er Mitte des Monats mit der Führung des LVI. Armeekorps (mot.) beauftragt wurde. Am 1. Oktober wurde er mit der Beförderung zum General der Panzertruppe auch Kommandierender General des Korps, mit dem er an der Schlacht um Moskau teilnahm.
Am 1. August 1943 erfolgte die erneute Versetzung Schaals in die Führerreserve. Ab 1. September 1943 diente er als Befehlshaber im Wehrkreis Böhmen und Mähren und Bevollmächtigter der Wehrmacht beim Reichsprotektor Wilhelm Frick.
Seine Rolle im Unternehmen Walküre war der Sturz der NSDAP sowie die militärische Kontrolle über Böhmen und Mähren. Am Abend des 20. Juli 1944 wartete er auf eine Klarstellung von Generaloberst Friedrich Fromm, einem Mitverschwörer in Berlin, doch Fromm entschied sich nach dem Scheitern des Attentats, alle Verschwörer zu verraten. Daraufhin wurde Schaal am nächsten Tag auf Befehl von Heinrich Himmler verhaftet. Anders als andere Mitglieder des deutschen Widerstands überlebte er den Krieg. Er geriet Ende April 1945 in alliierte Gefangenschaft, aus der er bereits im August wieder entlassen wurde.

## Auszeichnungen
- Eisernes Kreuz (1914) II. und I. Klasse[2]
- Verwundetenabzeichen (1918) in Schwarz[2]
- Ritterkreuz II. Klasse des Ordens vom Zähringer Löwen mit Schwertern[2]
- Hanseatenkreuz Hamburg[2]
- Spange zum Eisernen Kreuz II. und I. Klasse
- Ritterkreuz des Eisernen Kreuzes am 13. Juli 1940[1]
- Deutsches Kreuz in Gold am 8. März 1942[1]
- Medaille Winterschlacht im Osten 1941/42